# Muhamed (Pferd)

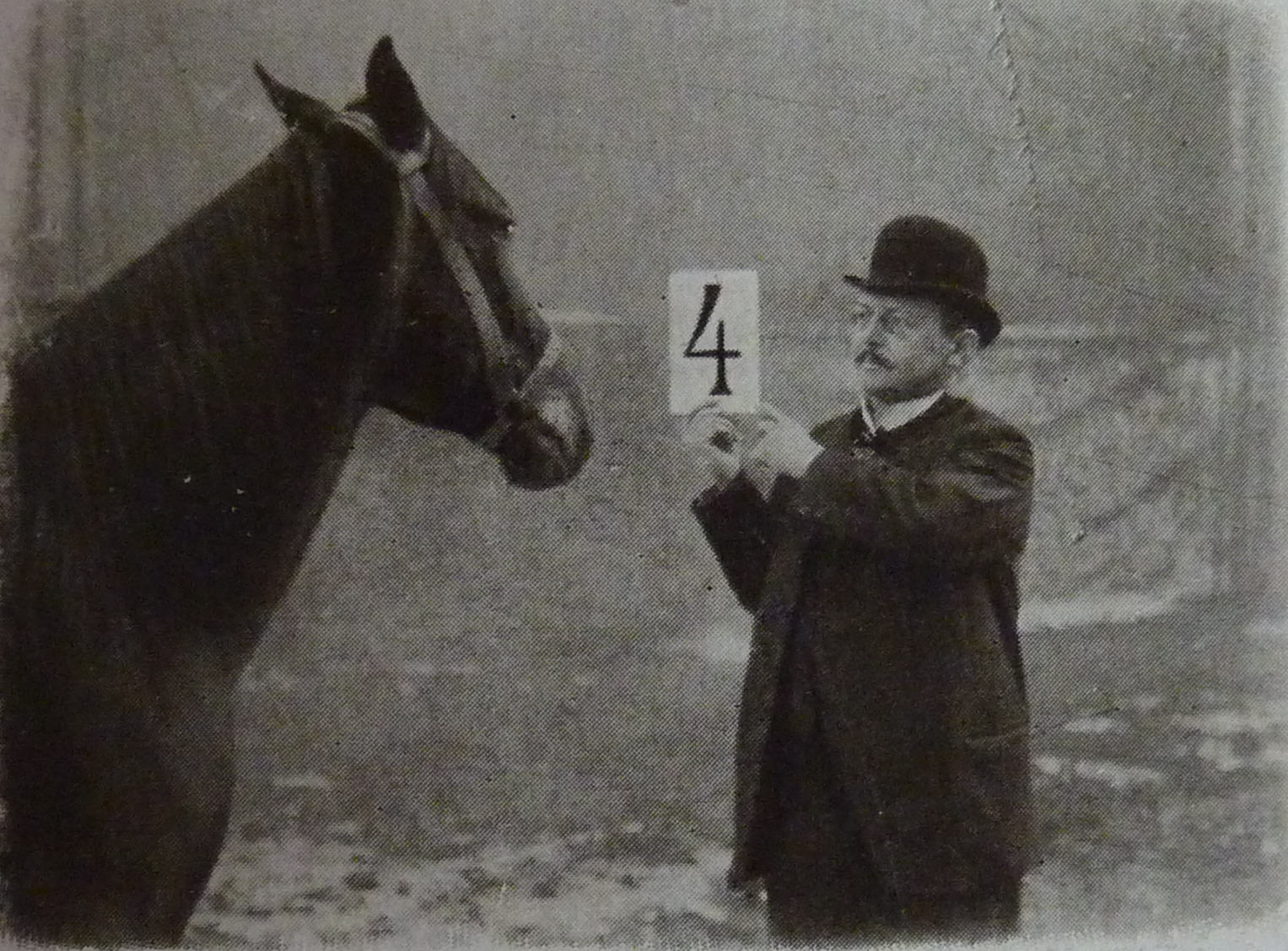
Dr. Schoeller, Elberfeld, stellt Muhamed Rechenaufgaben, um 1908

Muhamed war ein Araberhengst, der angeblich in der Lage war, im Kopf die Wurzeln von Zahlen zu ziehen, die er dann mit seinen Hufen ausklopfte. Er wurde Ende des 19. und Anfang des 20. Jahrhunderts von Karl Krall in der Stadt Elberfeld aufgezogen und war neben dem Klugen Hans, Zarif, Amassis und später Bento, einem blinden Hengst sein Vorzeigepferd. Muhamed, das begabteste der Tiere, konnte angeblich auch Musik spielen und sogar zwischen Harmonie und Disharmonie unterscheiden.
Während alle von Krall aufgezogenen Pferde offenbar Lese- und Grundrechenfähigkeiten vorweisen konnten, konnte Muhamed scheinbar komplizierte Berechnungen durchführen. Beim Test durch Psychologen und Wissenschaftler wurde eine Zahl auf eine Tafel geschrieben und Muhamed wurde gebeten, die Wurzel zu ziehen. Sein linker Fuß stellte die Zehner dar, während sein rechter die Einer darstellte, sodass er, um die Antwort fünfundsechzig zu geben, sechsmal mit dem linken Fuß und fünfmal mit dem rechten Fuß klopfte. Diese Klopfmethode wurde auch verwendet, um die Rechtschreibekenntnisse des Pferdes zu demonstrieren, obwohl er Berichten zufolge die deutsche Rechtschreibung nicht korrekt beherrschte. Krall selbst äußerte seinen Unglauben, dass Muhamed eine Art Genie sein könnte, und argumentierte, dass menschliche Savants auch in der Lage seien, mathematische Berechnungen schnell im Kopf auszuführen.
Wissenschaftler, die die Pferde untersuchten, führten verschiedene Tests durch, um zu beweisen, dass Krall den Pferden die Antworten signalisierte, versuchten sogar, den Pferden die Augen zu verbinden, indem sie ihnen Säcke über die Köpfe stülpten, und beobachteten die Probanden im Stall durch Gucklöcher. Laut Krall begann Muhamed, das intelligenteste der Pferde, schließlich spontan zu kommunizieren und beschimpfte manchmal sogar die anderen Pferde, weil sie faul waren, oder die Pferdepfleger, weil sie sie schlugen.
Zu den Gelehrten, die die Pferde testeten und von ihnen beeindruckt waren, gehörten der Psychologe Édouard Claparède, der behauptete, sie seien echt, und der belgische Schriftsteller Maurice Maeterlinck, der den Elberfelder Pferden in seinem Buch Der fremde Gast (L’hôte inconnu (1917)) ein ganzes Kapitel widmete, behauptete, Krall habe die Pferde „humanisiert“.
Muhamed verschwand während des Ersten Weltkriegs, in dem er als Zugtier arbeitete.